# Biozona
Les unitats bioestratigràfiques o biozones són intervals d'estrats geològics que es defineixen sobre la base dels seus tàxons fòssils característics.
Una unitat bioestratigràfica es pot definir sobre la base d'un sol tàxon o de la combinació de tàxons, sobre l'abundància relativa de tàxons, o de variacions en les característiques relacionades amb la distribució de fòssils. Els mateixos estrats poden ser zonats diferentment depenent dels criteris de diagnòstic o dels grups de fòssil escollit, per tant poden haver diverses unitats bioestratigràfiques, que de vegades s'ensolapen, en el mateix interval.
La llargada de temps representada per una zona bioestratigràfica s'anomena un biocron.